# Qui a piqué mon fromage?
Qui a piqué mon fromage ? Comment s'adapter au changement au travail, en famille et en amour (Who Moved My Cheese?) est un livre écrit par Spencer Johnson (en) dans le style d'une fable. 26 millions de copies de ce livre ont été vendues à travers le monde dans 37 langues.

## Synopsis
C'est l'histoire de quatre personnages qui évoluent dans un labyrinthe à la recherche de fromage : deux tout petits hommes, les Minigus Polochon et Balluchon et deux souris, Flair et Flèche.
Le fromage symbolise les objectifs personnels ou professionnels que chacun se fixe.
Le labyrinthe représente le cadre de notre quête, à savoir le foyer, l'entreprise ou la société.
Les quatre personnages incarnent une part de nous-mêmes: Flair renifle la direction générale du fromage et Flèche s'élance tête baissée en éclaireur. Pour Baluchon, le fromage permet de satisfaire ses besoins de sécurité, tandis que Pelochon a l'ambition de « devenir le magnat du fromage à la tête d'une puissante industrie ».
Un beau jour, les quatre amis mettent la main sur une grande quantité de leurs fromages préférés. Une routine agréable s'installe jusqu'au jour où tout le fromage disparaît.

## Citations
- « Que ferais-tu si tu n'avais pas peur ? »[2]
- « Tout avait changé du jour où il avait su rire de lui-même comme de ses erreurs. Il se rendit compte que le moyen de progression le plus rapide était encore l'auto-dérision — qui permettait de dédramatiser pour aller de l’avant »[3].